# Том Вільямс
Томас Ендрю Вільямс (англ. Thomas Andrew Williams; нар. 8 липня 1980, Каршелтон, Англія) — англійський та кіпріотський футболіст, захисник та півзахисник клубу Істмійської Прем'єр-ліги «Гештег Юнайтед». У складі різних клубів зіграв понад 300 матчів у Футбольній лізі Англії.
Народився в Англії, але на міжнародному рівні представляв Кіпр.

## Клубна кар'єра
Народився в Каршелтоні, Лондон. Футбольну кар'єру розпочав у скромному англійському клубі «Волтон-енд-Гершем», звідки у квітні 2000 року за 40 000 євро перейшов до «Вест Гем Юнайтед». Так і не дебютувавши у футболці «молотобійців», у березні 2001 року його віддали в оренду до «Пітерборо Юнайтед», а влітку того ж року підписав з клубом повноцінну угоду. У команді провів один сезон, після чого його контракт за 350 000 євро викупив «Бірмінгем Сіті».
Протягом періоду перебування на Сент-Ендрюс зіграв за «Бірмінгем» 4 матчі. Також двічі віддавали в оренду до «Квінз Парк Рейнджерс», протягом яких відзначився голом у воротах «Гаддерсфілд Таун». Згодом повернувся до «Пітерборо Юнайтед»: спочатку — на правах оренди, а потім — на повноцінній основі. У травні 2004 року вільним агентом перейшов до «Барнслі».
Відіграв повний сезон у команді з Південного Йоркшира. У липні 2005 року вільним агентом перейшов у «Джиллінгем», але вже в січні 2006 року, через фінансові проблеми у вище вказаному клубі, підписав контракт зі «Суонсі Сіті». Він повернувся до складу в грудні 2006 року після операції на грижі в листопаді, а в кінці сезону вільним агентом залишив команду.
27 липня 2007 року уклав 2-річний договір з «Вікем Вондерерз».
31 грудня 2007 року Вільямс втретє приєднався до «Пітерборо Юнайтед», спочатку на умовах екстреної оренди, щоб зробити його доступним для матчу на Новий рік, в якому він так і залишився на лаві запасних. Два дні по тому він підписав з клубом повноцінну угоду.
9 листопада 2009 року відправився в короткострокову оренду до представника Чемпіоншипу «Квінз Парк Рейнджерс», який по завершенні оренди мав право під час січневого трансферного вікна викупити гравця. Проте цього не сталося й у січні 2010 року Том повернувся до «Пітерборо».
Після цього перейшов до завершення зезону в «Престон Норт-Енд» до свого колишнього тренера Даррена Фергюсона. Проте й «Престон» виршив не викуповувати контракт Вільямса, тому гравець повернувся в «Пітерборо», який залишив контракт по завершення угоди.
Після передсезонного перегляду, 5 серпня 2010 року підписав 6-місячний контракт з представником Чемпіоншипу «Бристоль Сіті».
30 вересня того ж року відправився в місячну оренду до «Колчестер Юнайтед», яку згодом продовжили ще на два місяці. Він зіграв дев'ять матчів у всіх змаганнях та відзначився одним голом у переможному (2:1) поєдинку проти «Борнмута». 5 січня 2011 року Контракт Вільямса з Брістоль Сіті було розірвано.
14 лютого 2011 року підписав контракт до завершення сезону з клубом Першої ліги «Волсолл». Зіграв у 14-ти матчах чемпіонату та відзначився одним голом, у нічийному (1:1) поєдинку проти «Олдем Атлетік». У сеорні 2011 році провів 1 матч у Національній конференції за «Кеттерінг Таун», в якому його команда програла (0:3) на виїзді «Менсфілд Таун». У серпні 2012 року підписав короткострокову угоду з «Ноттс Каунті», а в січні 2013 року, по завершенні угоди, залишив команду.
На початку 2014 року Вільямс грав за клуб 1-го дивізіону Південь та Захід Південної ліги «Гілдфорд Сіті».
У лютому 2014 року Вільямс став одним із багатьох легіонерів, підписаних вануатським клубом «Амікаль» для підсилення своєї команди перед стартом кампанії Ліги чемпіонів ОФК 2013/14.
У березні 2016 року підписав контракт зі «Слуг Таун», за який провів 5 поєдинків у Південній лізі. Після цього зіграв 5 матчів за «Аризону Юнайтед» в USL 2016. У вересні 2017 року виступав за «Г'ютон-енд-Вітон» у Футбольній лізі графства Кембриджшир.
Після вдалого перегляду, у липні 2018 року став гравцем «Гештег Юнайтед» з Першої ліги «Південь» Ліги Східних графств. Після того, як його дебютним сезон закінчився перемогою його команди в чемпіонаті та підвищенням її в класі, Вільямс перейшов на роль граючого тренера в сезоні 2019/20 років. 3 вересня в переможному виїзному поєдинку першого раунду Кубку Ессекса проти Г«олстед Таун» отримав серйозну травму руки. Том розбив вікно домашньої роздягальні від обурення через отримання червоної картки.

## Кар'єра в збірній
Отримав можливість виступати на міжнародному рівні за Кіпр завдяки походженню матері. За національну команду 2006 року провів один поєдинок, проти Румунії (на 46-й хвилині замінив Лукаса Луку).

## Особисте життя
Одружений з колишньою моделлю Ніколою Маклін. Пара виховує двох синів.

## Статистика виступів

### У збірній
| Дата      | Місто     | Господарі | Результат | Гості | Турнір           | Голи | Примітки |
| --------- | --------- | --------- | --------- | ----- | ---------------- | ---- | -------- |
| 16-8-2006 | Констанца | Румунія   | 2 – 0     | Кіпр  | товариський матч | -    | 46'      |
| Усього    |           | Матчів    | 1         |       | Голів            | 0    |          |

## Досягнення
«Гештег Юнайтед»
- Перший дивізіон «Південь» Ліги Східних графств
  -  Чемпіон (1): 2018/19